# Zenson di Piave
Zenson di Piave es una localidad y comune italiana de la provincia de Treviso, región de Véneto, con 1.851 habitantes.

## Evolución demográfica
| Gráfica de evolución demográfica de Zenson di Piave entre 1861 y 2001 |
|                                                                       |
| Fuente ISTAT - elaboración gráfica de Wikipedia                       |